# سارة فاجنكنيشت
سارة فاجنكنيشت (بالألمانية: Sahra Wagenknecht) هي سياسية واقتصادية وكاتبة غير روائية وصحفية ألمانية، من مواليد عام 1969 في ينا، كانت عضوا في الحزب اليساري وتولت قيادته بين عامي 2015 و 2019، قامت بعد ذلك بتأسيس حزب سياسي جديد في يناير كانون الأول من العام 2024 بإسم "تحالف سارة فاجنكنشت".
شاركت في الانتخابات الرئاسية الألمانية 2012، والانتخابات الرئاسية الألمانية 2010، والانتخابات الرئاسية الألمانية 2017.

## مناصب
تولت منصب عضو في البرلمان الأوروبي، ونائب في البوندستاغ الألماني.

## التعليم
تعلمت في جامعة ينا، وجامعة هومبولت في برلين، وجامعة خرونينغن.

## وصلات خارجية
- سارة فاجنكنيشت على موقع IMDb (الإنجليزية)
- سارة فاجنكنيشت على موقع مونزينجر (الألمانية)
- سارة فاجنكنيشت على موقع ميوزك برينز (الإنجليزية)
- سارة فاجنكنيشت على موقع ديسكوغز (الإنجليزية)
- سارة فاجنكنيشت على موقع قاعدة بيانات الفيلم (الإنجليزية)